# ウィミンズ・ランド
ウィミンズ・ランド（英: Womyn's land）は、レズビアン分離主義者の組織するインテンショナル・コミュニティである。男性の存在しない、カウンターカルチャー的な女性中心の空間を設立することを目的としている。これらのコミュニティは、1970年代にアメリカ、オーストラリア、ニュージーランド、西ヨーロッパで展開された同名の社会運動から生まれたもので、現在でも多くが残っている。ウィミンズ・ランドに基礎づけられたコミュニティとその住民は、ソーシャルメディア、ニュースレターなどの印刷出版物、『Maize: A Lesbian Country Magazine』、助成金やリソースを提供する非営利団体である Lesbian Natural Resources 、地域のつながりなどを介してゆるやかにつながっている。
ウィミンズ・ランドは、1960年代後期のラディカル・フェミニズム運動の結果として生まれた思想である、レズビアン分離主義の様々な形態を実践している。レズビアン分離主義は、フェミニズムの目標を達成するためには、女性は社会的にも政治的にも男性と分離して存在すべきであるという思想に基づいている。これらの分離主義的なコミュニティは、主流の家父長制社会から自らを遠ざけることにより女性の解放を達成するため存在している。男性はこれらのコミュニティに居住することを禁じられているが、一部のコミュニティは男性の訪問を認めている。一方で、乳幼児や親類であっても男性の訪問を禁じているコミュニティもある。
ウィミンズ・ランドは様々な立場からの批判を受けている。批判の多くは、これらのコミュニティが両性愛および異性愛の女性を受け入れていないこと、トランスジェンダーの女性を疎外していること、コミュニティの住民を狙った暴力や脅迫を含む地域社会とのイデオロギー対立、レズビアンの可視性が強まることに対する地域コミュニティの懸念といったものを中心にしている。
現存するウィミンズ・ランドの例としては、ホークヒルコミュニティ土地信託（Hawk Hill Community Land Trust）、ハンチントン女性解放土地信託（HOWL）、スーザン・B・アンソニー記念不安息地（Susan B. Anthony Memorial Unrest Home、SuBAMUH）、シュガーローフ女性村（Sugar Loaf Women's Village）などがある。現在、これらのコミュニティは、創設者の高齢化に伴い衰退の危機に直面しており、若い世代の女性とつながるという課題に取り組んでいる。

## 呼称
フェミニストは women という言葉を代替するための様々な綴りを用いてきたが、もっとも著名なのは womynである。分離主義インテンショナル・コミュニティは、こうした代替的な綴りや、その他の用語を用いて、womyn's land、lesbian land、wimmin's land、landdyke communities、またはwomen's landと呼称される。また、女性であればだれでも訪問、滞在、居住できるコミュニティを開放的ウィミンズランド（Open women's land）と呼称する。

## 先例

### 聖別主義者と女性共和国
アメリカ合衆国における、ウィミンズ・ランドおよびウィミンズ・ランド運動の先例として、1870年代テキサスで発生した、聖別主義者（Sanctificationists）および女性共和国（Woman's Commonwealth）がある。レズビアン分離主義系定期刊行物である『Austindyke』（Austin Dyke とも綴られる）が1979年に掲載し、1980年の『Sisters United』に再掲された簡潔な記事において、女性共和国はレズビアン・ランド運動の先駆者であると記述されている。しかし、聖別主義者が1970年代から1980年代にかけて盛んになったウィミンズ・ランド運動に影響を及ぼしたかどうかは不明瞭である。
1870年代後期から1880年代初期にはじまった、後に女性共和国とよばれることになる聖別主義者のコミューンは、テキサス州ベルトンに作られた。このコミュニティはマーサ・マクウィーターと、彼女の主催する女性聖書研究会が、女性の夫が死去もしくは家を去ったときに相続した土地に設立した。コミューンの住民は女性とその扶養下にある児童であった。多くの女性は虐待的な家庭から逃げ、このコミュニティに参加した。会員（Sister）は第一波フェミニズムのイデオロギーを受容しており、女性の精神的、経済的、社会的平等を求めていた。そのため、彼女らは異性との性交による精神的堕落、子供をつくる要求や子育てによる抑圧、男性による暴力から女性を解放する手段として不淫を実践した。聖別主義者は経済的に成功した。彼女らは複数の食事つき下宿、ホテル2軒を経営し、持株会社を設立して資産を管理した。また、食堂に供する食料を生産するため、農園2つを経営していた。ある時点では、42人から50人の女性会員が記録されており、そのなかには元奴隷のアフリカ系アメリカ人女性もふくまれていた。1880年代、ベルトンの市民は聖別主義者を分離主義を推進し、離婚率を高め、独身の実践により結婚の意義を破壊しようとしているという理由から非難した。1899年、コミューン全体がワシントンD.C.に移転し、彼女らはそこで食事つき下宿とホテルを開設し、都市フェミニスト組織に参加した。マクウィーザーは1904年に死去し、コミューンは徐々に衰退しはじめた。1917年、残った6人の会員は、都市の食堂に食料を供給し、自らに田園的な隠退所を提供するため、メリーランド州の田舎にある農場を購入した。1983年、最後の会員が101歳で亡くなった。

## 理論

### ラディカル・フェミニズム
ラディカル・フェミニズムは、家父長制社会に社会的・政治的変革をおこすことを通し、女性の抑圧を取り除くことを主張する。ラディカル・フェミニズムは反戦運動をはじめとする、1960年代のラディカル運動から発生した。これらの運動に参加した女性は男性の抑圧を感じ、それらはラディカル・フェミニズムをふくむ第二波フェミニズムが形成される一因となった。
ラディカル・フェミニズムのイデオロギーは、主流派フェミニズム（リベラル・フェミニズム）とは異なる。なぜなら、主流派（リベラル）フェミニズムは現状のシステムの中での平等を求めるのに対し、ラディカル・フェミニズムは女性の解放は家父長制社会の再編成を通してしか成し遂げられないと考えるためである。ラディカル・フェミニズムは女性の抑圧の根源を、社会階級や人種ではなく性（sex）に求める。著名なラディカル・フェミニスト団体としてCell 16、レッドストッキングス、The Radical Feminists #28、ザ・フューリーズ・コレクティブがある。

### レズビアン分離主義と分離主義的空間
レズビアン分離主義は、家父長制社会を変革するためには、女性は男性と分離して存在すべきであり、存在しなければならないとする思想である。レズビアン分離主義者のイデオロギーは、ラディカル・フェミニスト運動が時間の流れの中で変化していくとともに変容していった。初期の段階において、「レズビアン分離主義者（lesbian separatist）」と「ラディカル・フェミニスト（radical feminist）」は同義とみなされていた。レズビアン分離主義者が分離主義的イデオロギーを「相手がどれだけフェミニズムに専心しているか」試すための手段として用いたことが、分裂を生み出した。
レズビアン分離主義を主題としたレズビアン・フェミニズムの評論や研究論文が増加し、これらはレズビアン分離主義者のイデオロギーを形成し、影響を与えた。レズビアン分離主義を形づくった影響力の大きい著作として、Lesbian Separatism: Amazon Analysis、Collective Lesbian International Terrorists Papers、Cell 16の No More Fun and Games: A Journal of Female Liberationがある。
レズビアン分離主義は、ウィミンズ・ランドのようなコミュニティだけでなく、分離主義的イベントや女性専用空間などでも実践されている。フェミニスト分離主義者のイベントのひとつとして、ミシガン女性音楽祭がある。この音楽祭はミシガン州で1976年から2015年まで開催され、この音楽祭は女性によって創設され、レズビアンや女性のための安全で社交的な場を年に一度設けることを目的としていた。Michigan Womyn's Music Festivalは分離主義的イデオロギーを受容し、子供、トランス女性をふくむ「男性」の参加を認めなかった。

### フェミニズム思想および女性社会における意義
フェミニズムのイデオロギーは、社会を構成する家父長制的制度や規範が、性差別の源であると主張する。レズビアン分離主義のイデオロギーは、家父長制が抑圧を生み出すことを認めつつ、その根源を個人あるいは集団としての男性そのものに見出す。フェミニズムと異なり、レズビアン分離主義は男性そのものが抑圧の原因であると考える。このイデオロギーを通し、多くのレズビアン分離主義者は男性を、自らに悪い影響を及ぼす経済・社会・文化的問題の唯一の加害者とみなす。結果として、レズビアン分離主義者は男性と分離して生活することのできる、自治権をもつコミュニティとしてのウィミンズ・ランドを建設しようと模索することとなる。

## コミュニティ

### オーストラリア
1974年、ニューサウスウェールズ州ウォーカプの近郊に、アマゾン・エーカーズが設立された。1980年から1982年にかけて、アマゾン・エーカーズ出身の複数の女性が ハーランド（Herland） と バレー（Valley/Vallee） を設立した。

### アメリカ合衆国

#### 南オレゴン
1972年から1995年にかけてのオレゴン州南部には、ダグラス郡およびジョセフィーン郡を中心に、少なくとも39のコミュニティがあった。シェリー・グロージャン（Shelley Grosjean）はRootworks、Cabbage Lane、WomanShare、Golden、Fly Away Home、OWL Farm、Rainbow's End、Groundworks、WHO Farm、Copperland を、南オレゴンにおける主要なウィミンズ・ランドであるとみなしている。南オレゴンの多くのウィミンズ・ランドは州間高速道路5号線に近接しており、ユージーンからカリフォルニア州境までの区間は「アマゾン・トレイル（Amazon Trail）」と呼ばれている。

##### オレゴン女性土地信託
オレゴン女性土地信託（The Oregon Women's Land Trust）は1975年に設立され、ダグラス郡に「OWLファーム（OWL Farm）」として知られる147エーカー (59 ha)の土地を所有している。
開放されたウィミンズ・ランドについての初期の会議は資金と権力に関するWomanShareカンファレンス（WomanShare conference about money and power）において立ち起こった。ウィミンズ・ランドの会員は経済的苦境に立たされた女性が招待および永住の必要なしに滞在できる場所を求めていた。また、彼女らは財政状況に関係なく、女性および子供がアクセス可能な土地信託の創立を求めた。この土地は永続的に運営され、当初はどのような女性でもここを訪れ、生活できるよう開放されることが予定されていた。開放的土地信託（Open Land Trust）に関する会合は1975年と1976年に開かれた。協賛者の女性は共同で土地を購入するため、25ドルから5000ドルまでのあいだで金銭を出し合った。1976年の春、南オレゴンに147エーカーの土地が見つかった。OWLファームで開催された最初の会合には、100人以上の女性が出席した。会合ののち、すぐに16人の女性が管理者組合を組織するため立ち会い、6月に引っ越しを済ませた。のちに、このコミュニティは財政的に再編成され、連邦認定501（c）団体となった。
多くの大地へ帰れ運動やインテンショナル・コミュニティと同様に、OWLファームのコミュニティも個人間の問題や、思想的・政治的差異に関する課題に直面した。これらの問題はコミュニティで生活する女性たちによって文書化された。1987年においても住み込みの管理者は存続し、オレゴン女性土地信託は会議およびファーム内のイベントを管理した。1999年、女性なら誰でも事前審査や許可なしにファーム内で生活できるという方針は、より安定した持続可能な生活環境を作り出すため変更された。
2018年現在、この土地信託には活動中の運営団体が存在し、居住地域でなくなって以降もほとんどの期間において住み込みの管理者を常駐させている。建物の維持および給水系統の改善、ファームにもともとあった池の復元といったインフラの改善は続いている。OWLファームの保全と維持と並行して、オレゴン女性土地信託は生態学的土地管理（ecological land management）・有機農業・パーマカルチャー・アウトドア技能といった分野における教育および原野アクセスプログラム（wildland access programming）を運営している。また、このファームは自然葬もしくは遺灰の埋葬を希望する女性会員が最後に眠る場所でもある。

#### ハンチントン開放的女性土地信託
ハンチントン開放的女性土地信託（Huntington Open Women's Land、HOWL）は1989年に設立され、バーモント州ハンチントンに50エーカー (20 ha)の土地を所有している。

#### マート・ドンピム有色女性土地計画
アモージャ・スリーリバーズ（Amoja ThreeRivers）とブランチ・ジャクソン（Blanche Jackson）は、1992年に有色人種の女性のためのウィミンランド計画であるマート・ドンピム（Maat Dompim）を創始した。これは、女性の短期間滞在が可能な避難所およびカンファレンスセンターとして構築された。スリーリバーズとジャクソンは7年間にわたり資金集めを行い、1999年、バージニア州バッキンガム郡に109エーカー (44 ha)の土地を購入した。多くの女性がこの計画に興味を示したが、開拓を手助けする者はほとんどいなかった。2015年現在、この土地は無住となっている。

## 批判

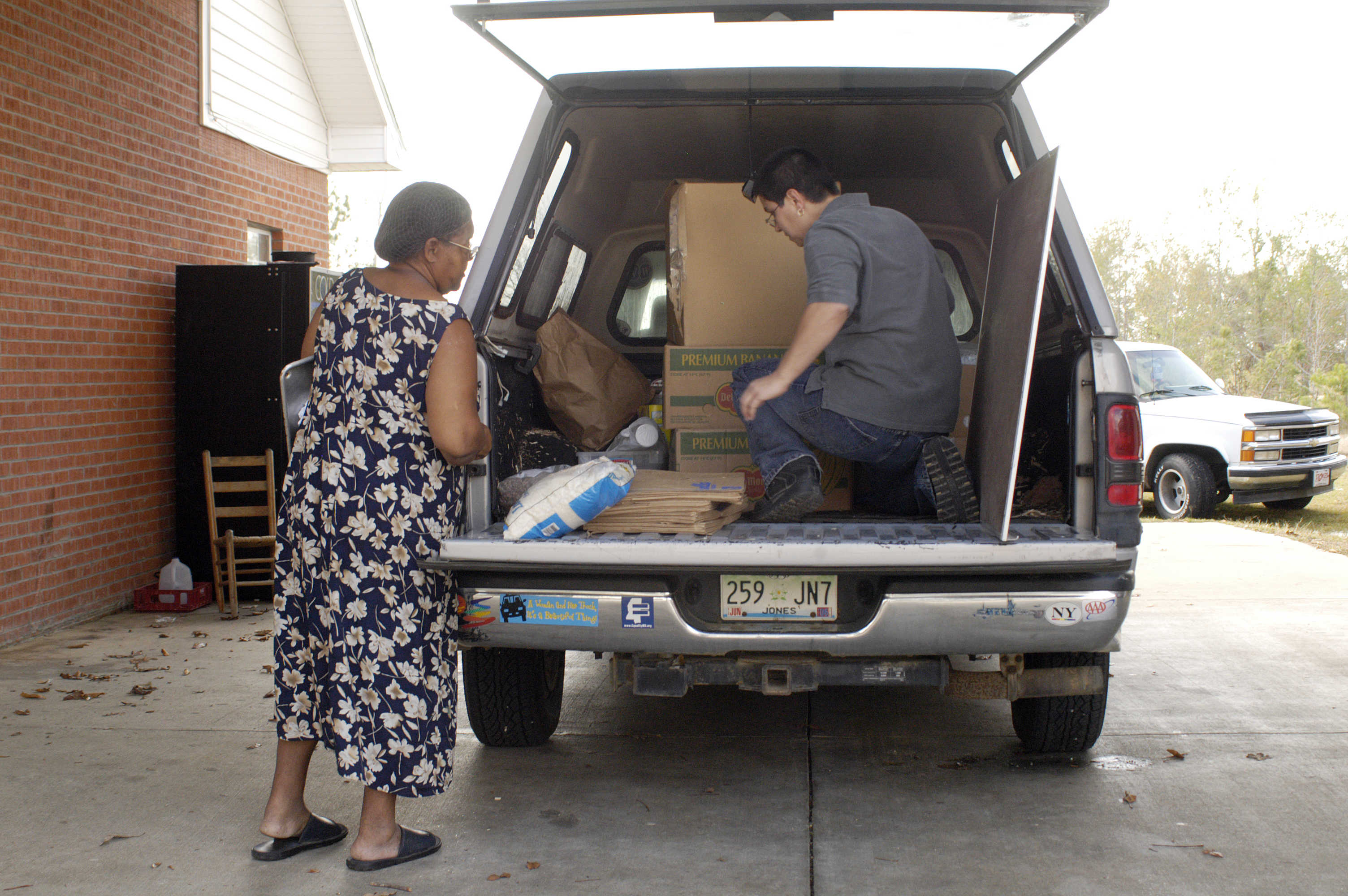
キャンプ・シスター・スピリットの住人は、食料品や衣類などの物資を寄付するなど、地域社会で積極的に活動している。

多くのウィミンズ・ランドにおいては、シスジェンダーのレズビアンだけがコミュニティの一員となることができる。この方針は両性愛者、異性愛者、トランスジェンダーの女性から批判されている。かつては有色女性や労働者階級の女性を排除し、批判を受けたウィミンズ・ランドもあった。また、レズビアン分離主義者コミュニティは閉鎖的な生活様式に閉じこもる余裕のある少数の人間のみに特権を与えているとも非難される。

### ミシガン女性音楽祭
ミシガン女性音楽祭は、ミシガン州ハート近郊にある650エーカー (260 ha)の私有地で行われていた年次の女性向け音楽祭である。1976年にリサ・フォーゲル（Lisa Vogel）、クリスティ・フォーゲル（Kristie Vogel）、マリー・キンディグ（Mary Kindig）が創設し、2015年まで40年間続いた。ミシガン女性音楽祭の、女性として生まれた女性のみの運営および参加を許す方針に対する論争は、1991年から音楽祭が終わるまで続いた。
音楽祭の視座を批判した人物には、役者・コメディアンのリー・デラリア、ミュージシャンのインディゴ・ガールズとアンティゴーン・ライジング、詩人のアンドレア・ギブスンなどがいる。コメディアンおよびトランス活動家のレッド・ダーキン（Red Durkin）はChange.orgにおいて、2013年にこの音楽祭をボイコットするキャンペーンを行った。

### キャンプ・シスター・スピリット
キャンプ・シスター・スピリット（Camp Sister Spirit）はミシシッピ州南部のオーヴェットに立地する、120エーカー (49 ha)のフェミニストの避難所である。1993年6月に、レズビアンのカップルであるブレンダ・ヘンソン（Brenda Henson）とワンダ・ヘンソン（Wanda Henson）が創設した。土地での活動がはじまってからすぐに、このキャンプは地元住民やコミュニティのリーダーに批判された。そのなかには、南部バプテスト連盟の牧師（minister）およびジョーンズ郡保安官補のマイロン・ホリフィールド（Myron Holifield）、下院議員のマイケル・パーカーなどがいた。彼らは、キャンプを閉鎖させる資金を調達するため、タウンミーティングやファンドレイジングを行った。オーヴェット近郊の町・リッチトンの牧師（pastor）であるジョン・S・アレン（John S. Allen）は、聖書にみえる同性愛への懸念を引用しながらキャンプ・シスター・スピリットを批判した。ウィミンズ・ランドの住民は爆破予告・ヘイトメール・破壊行為・電話による殺害予告・その他のテロ行為を受けた 。地元の法執行機関はこうした脅迫を軽視し、十分な捜査を行わなかった。
1994年、司法長官のジャネット・レノは、キャンプ・シスター・スピリットに対する潜在的暴力について捜査するよう連邦捜査局（FBI）に命じ、連邦斡旋員を派遣し事態の調停を図ろうとした。キャンプ・シスター・スピリットへの反対者は調停への参加を拒否し、あるグループはレノに、別のグループはキャンプ・シスター・スピリットに対する訴訟を起こした。この紛争はトークショーや議会公聴会においても取り上げられ、当事者双方がそれぞれの視点からの見解を主張した。
ブレンダ・ヘンソンは2008年に死去し、キャンプ・シスター・スピリットはその2年後に閉鎖された。

## ウィミンズ・ランドの一覧

### 活動中
- Adobeland （1978, アリゾナ州）[72][73]
- Alapine Village （1997, アラバマ州）[4][74]
- Belly Acres （1975, テネシー州）[74]
- Cabbage Lane Land Trust （1974, オレゴン州）[75][38][76]
- Daughters of the Earth/DOE （1976, ウィスコンシン州）[77]
- Dragon/DW Outpost （1974, ミズーリ州）[74][78]
- Fly Away Home （1976, オレゴン州）[79][76]
- Hawk Hill Community Land Trust （1989, ミズーリ州）[14][74]
- HOWL （1989, バーモント州）[46][47]
- Maat Dompim Womyn of Color Land Project （1999, バージニア州）[53]
- New Mexico Women's Retreat （c.1980, ニューメキシコ州）[80]
- The North Forty/Long Leaf （1972, フロリダ州）[74]
- Oregon Women's Land Trust（英語版） （1976, オレゴン州）[38][76]
- Ozark Land Holding Association/OLHA （1981, アーカンソー州）[81][74]
- Pagoda （1977, フロリダ州）[74]
- Rainbow's End （1975, オレゴン州）[82][76]
- Raven Song/Rainbow's Other End （1979, オレゴン州）[83][76]
- Rootworks （1975, オレゴン州）[38]
- Steppingwoods （1975, オレゴン州）[84][76]
- Sugarloaf Women's Village （1976, フロリダ州）[14][74]
- We'moon（英語版） Land/We'Moon Healing Ground/WHO Farm （1973, オレゴン州）[85][82]
- Whispering Oaks （オレゴン州）[76][86]
- WomanShare （1973, オレゴン州）[87][84]

### かつての分離主義者コミュニティ
- Arco Iris （1977–present, アーカンソー州）[88][74]
- Susan B. Anthony Memorial Unrest Home/SuBAMUH （1979–present, オハイオ州）[89]

### 消滅
消滅したウィミンズ・ランドの土地は、自然保護団体やその他の土地信託に吸収されているほか、売却されていることもある。また、非分離主義的なインテンショナル・コミュニティや土地信託となっているところもある。
- A Woman's Place （1974–1982, ニューヨーク州）[90]
- Bold Moon Farm （1985–2010, ノースカロライナ州）[74]
- Camp Pleiades （1995–2005）[74]
- Camp Sister Spirit （1993–2011, ミシシッピ州）[70][4]
- Cloudland （1990–1992）[74]
- Full Moon Farm （1996–2000）[74]
- Gathering Root （1985–2011）[74]
- Greenhope （1983–?, バーモント州）[91]
- Kvindelandet （1978–1983, デンマーク）[92]
- Sassafras （1976–1980, アーカンソー州）[74][93][88]
- Something Special （1987–2011）[74]
- Supportive Healing Environment of Long-Living Lesbians/SHELL （1999–2001）[74]
- Turtleland （1978–1985）[74]
- Yellowhammer （1974–?, アーカンソー州）[88]
- Whypperwillow/Whippoorwillow （1981–1987, アーカンソー州）[88][74]

## メディア

### フィクション
英語圏においては、ウィミンズ・ランドに影響を受けて執筆された小説がいくつか出版されている。
- ジョアンナ・ラス『フィーメール・マン（英語版）』 （1975）『変革のとき（英語版）』（1972）
  - 友枝康子 訳『フィーメール・マン』サンリオ〈サンリオSF文庫〉、1981年。
  - 小尾芙佐 訳「変革のとき」『20世紀SF〈4〉1970年代―接続された女』河出書房新社、2001年。ISBN 978-4309462059。
- マージ・ピアシー（英語版）『時を飛翔する女（英語版）』
  - 近藤和子 訳『時を飛翔する女』學藝書林、1981年。ISBN 978-4875170372。
- スージー・マッキー・チャーナス（英語版）『世界の終わりへ歩いて行こう（英語版）』（1976）『母線（英語版）』（1978）
- ロシェル・シンガー（Rochelle Singer）『The Demeter Flower』(1980)[95]
- キャサリン・V・フォレスト（英語版）『Daughters of a Coral Dawn（英語版）』（1984）
- ニコラ・グリフィス『Ammonite（英語版）』（1992）

### ノンフィクション
- ホーク・マードローン（Hawk Madrone）『Weeding at Dawn: A Lesbian Country Life 』（2000） - 著者が南オレゴンのフライアウェイ・ホーム（Fly Away Home）で生活した記録が叙述される[79]。
- ミリアム・フージェール（Myriam Fougère）『Lesbiana: A Parallel Revolution』 (2012) - アメリカおよびカナダにおけるレズビアン分離主義およびレズビアン・ランド、その他のレズビアン文化についてのドキュメンタリー映画。ウィミンズ・ランドで生活する芸術家・活動家・その他の人物が登場する[96][97]。グロリア・エスコメル（英語版）、アリックス・ドブキン（英語版）、マリリン・フライ、キャロライン・ゲージ（英語版）、ソニア・ジョンソン（英語版）、イブリン・トートン・ベック（英語版）、サラ・ホーグランド（英語版）、ジュリア・ペネロペ（英語版）といった多くの著名なレズビアン・フェミニストが登場する[98]。
- サンド・ホール（Sand Hall）編著『Amazon Acres, You Beauty: Stories of Women's Lands, Australia』（2017） - オーストラリアのウィミンズ・ランドであるアマゾン・エーカーズ（Amazon Acres）に関する書籍[36]。
- ダイアナ・ハンター（Dianna Hunter）『Wild Mares: My Lesbian Back-to-the-Land Life』（2018） - ウィスコンシン州のウィミンズ・ランドにおける著者の体験が叙述される[99]。
- ローレイン・デュヴァル（Lorraine Duvall）『A Woman's Place: A Feminist Collective in the Adirondacks』（2020） - ニューヨーク州アディロンダック公園（英語版）にあった「ア・ウィミンズ・プレイス（A Woman's Place）」の歴史を追っている[100]。